# 富朗格
富朗格（法語：Foulangues，法語發音：[fulɑ̃ɡ]）是法国瓦兹省的一个市镇，属于桑利斯区。

## 地理
富朗格（49°16'29"N, 2°18'50"E）面积5.13 平方千米，位于法国上法蘭西大區瓦兹省，该省份为法国北部内陆省份，北起索姆省，西接厄尔省和滨海塞纳省，南至塞纳-马恩省和瓦兹河谷省，东临埃纳省。
与富朗格接壤的市镇（或旧市镇、城区）包括：泰兰河畔巴拉尼、锡尔莱梅洛、于利圣乔治。

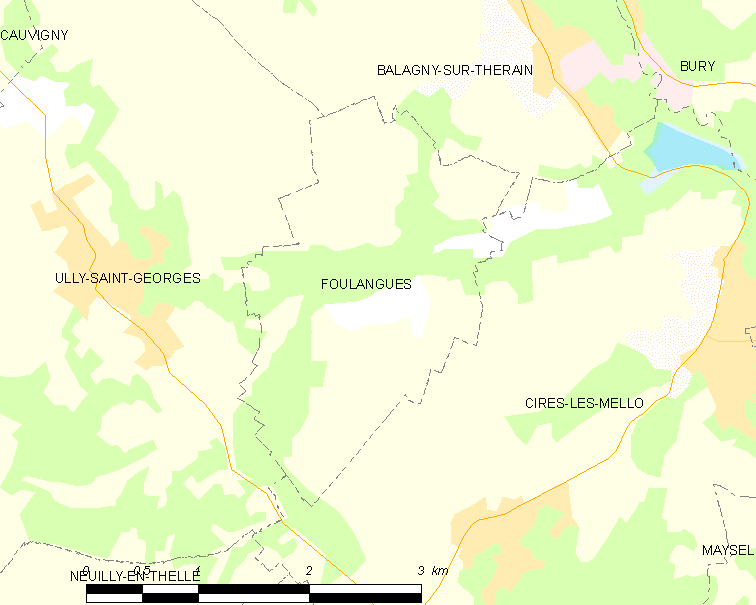
富朗格的OSM定位图

富朗格的时区为UTC+01:00、UTC+02:00（夏令时）。

## 行政
富朗格的邮政编码为60250，INSEE市镇编码为60249。

## 政治
富朗格所属的省级选区为蒙塔泰尔县。

## 人口

1962-2008年间富朗格人口变化图示

富朗格于2022年1月1日时的人口数量为193人。